# Joseph Hirsch Dünner

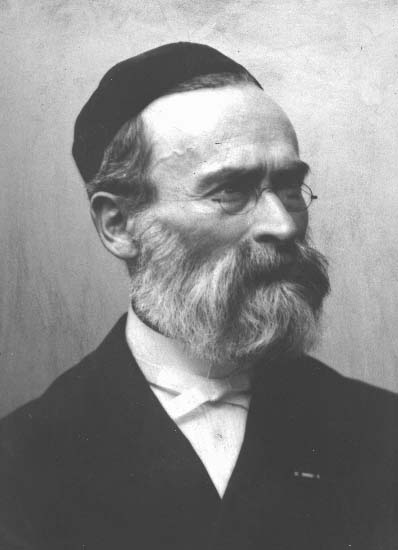
J.H. Dünner

Joseph Hirsch Dünner (Krakau, 11 januari 1833 - Amsterdam, 13 oktober 1911) was een Nederlandse opperrabbijn.

## Leven en werk
Dünner werd geboren in Polen als zoon van Lazar Diner en Reisli Herschlowny. Dünner kreeg zijn talmoedonderwijs in Galicië en volgde lessen Latijn en Grieks aan het gymnasium. Van 1859 tot 1862 studeerde hij aan de Rheinische Friedrich-Wilhelms-Universiteit in Bonn. In dat laatste jaar promoveerde hij aan de Universiteit van Heidelberg. Hij was vanaf 1862 verbonden aan het Nederlands Israëlietisch Seminarium in Amsterdam, in 1865 volgde zijn benoeming tot rector. Door zijn leerlingen, onder anderen de opperrabbijnen Lion Wagenaar, Abraham van Loen, Joël Vredenburg, Tobias Tal en diens zoon Justus Tal werd een groot stempel gedrukt op het Joods-geestelijk leven in Nederland waar sinds het einde van de 19e eeuw nog maar nauwelijks niet aan het door Dünner gereorganiseerde en geleide Seminarium opgeleide opperrabbijnen fungeerden. Dünner reorganiseerde de school en moderniseerde het onderwijs in de rabbijnse literatuur. Zelf deed hij onderzoek naar de halacha en de tosefta. In 1874 werd Dünner benoemd tot opperrabbijn van de Nederlands-Israëlietische Hoofdsynagoge. In 1899 gaf hij met de bankier Jacobus Kann en de dichter Abraham Eliazer van Collem de aanzet tot de oprichting van de Nederlandse Zionistenbond.
Dünner overleed op 78-jarige leeftijd.  Hij werd begraven op de Joodse begraafplaats in Muiderberg. In 1966 vernoemde Amsterdam de brug 251 naar hem. 

## Publicaties
- 1874 Die Theorien ueber Wesen und Ursprung der Tosephta.